# Desacoplamiento de resonancia magnética nuclear
El desacoplamiento por resonancia magnética nuclear o desacoplamiento por RMN es un método especial utilizado en espectroscopia de resonancia magnética nuclear (RMN) donde una muestra a analizar se irradia a una determinada frecuencia o rango de frecuencia para eliminar total o parcialmente el efecto del acoplamiento entre ciertos núcleos. El acoplamiento por RMN se refiere al efecto de los núcleos entre sí en átomos dentro de un par de enlaces de distancia entre sí en una molécula. Este efecto hace que las señales de RMN en un espectro se divida en múltiples picos. El desacoplamiento elimina total o parcialmente la división de la señal entre los núcleos irradiados y otros núcleos, como los núcleos que se analizan en un determinado espectro. La espectroscopia de RMN y, en ocasiones, el desacoplamiento pueden ayudar a determinar las estructuras de los compuestos químicos.

## Explicación
La espectroscopia de RMN de una muestra produce un espectro de RMN, que es esencialmente un gráfico de la intensidad de la señal en el eje vertical frente al desplazamiento químico de un determinado isótopo en el eje horizontal. La intensidad de la señal depende del número de núcleos exactamente equivalentes en la muestra en ese desplazamiento químico. Se toman espectros de RMN para analizar un isótopo de núcleos a la vez. Solo ciertos tipos de isótopos de ciertos elementos aparecen en los espectros de RMN y son los que provocan el acoplamiento de RMN. Los núcleos de átomos que tienen las mismas posiciones equivalentes dentro de una molécula tampoco se acoplan entre sí. La espectroscopia de RMN de 1 H (protón) y la espectroscopia de RMN de 13 C analizan núcleos de 1 H y 13 C, respectivamente, y son los tipos más comunes (isótopos de analitos más comunes que muestran señales) de espectroscopia de RMN.
El desacoplamiento homonuclear se produce cuando los núcleos que se irradian con radiofrecuencia (rf) son el mismo isótopo que los núcleos que se observan (analizan) en el espectro. El desacoplamiento heteronuclear se produce cuando los núcleos que se irradian con radiofrecuencia son de un isótopo diferente al de los núcleos que se observan en el espectro. Para un isótopo determinado, se puede irradiar todo el rango de todos los núcleos de ese isótopo en desacoplamiento de banda ancha, o solo se puede irradiar un rango seleccionado para ciertos núcleos de ese isótopo.
Prácticamente todos los átomos de hidrógeno (H) naturales tienen núcleos de 1 H, que aparecen en los espectros de 1 H NMR. Estos núcleos de 1 H a menudo están acoplados con núcleos atómicos de 1 H cercanos no equivalentes dentro de la misma molécula. Los átomos de H se unen más comúnmente a átomos de carbono (C) en compuestos orgánicos. Aproximadamente el 99% de los átomos de C que se encuentran en la naturaleza tienen 12 núcleos de C, que no aparecen en la espectroscopia de RMN ni se acoplan con otros núcleos que sí muestran señales. Aproximadamente el 1% de los átomos de C que se encuentran en la naturaleza tienen núcleos de 13 C, que muestran señales en la espectroscopia de RMN de 13 C y se acoplan con otros núcleos activos como el 1 H. Dado que el porcentaje de 13 C es tan bajo en muestras de abundancia isotópica natural, los efectos de acoplamiento de 13 C en otros carbonos y en 1 H suelen ser insignificantes y, para todos los fines prácticos, la división de las señales de 1 H debido al acoplamiento con el carbono de abundancia isotópica natural no lo hace. no aparece en los espectros de 1H NMR. En la vida real, sin embargo, el efecto de acoplamiento del 13 C sí aparece en espectros no desacoplados de 13 C de otros núcleos magnéticos, lo que provoca señales satélite.
De manera similar, para todos los propósitos prácticos, la división de la señal de 13 C debido al acoplamiento con carbonos de abundancia isotópica natural cercanos es insignificante en los espectros de RMN de 13 C. Sin embargo, prácticamente todo el hidrógeno unido a átomos de carbono es 1 H en muestras de abundancia isotópica natural, incluido cualquier núcleo de 13 C unido a átomos de H. En un espectro de 13 C sin ningún desacoplamiento, cada una de las señales de 13 C se divide según cuántos átomos de H está al lado de ese átomo de C. Para simplificar el espectro, la espectroscopia de RMN de 13 C se realiza con mayor frecuencia con un desacoplamiento total de protones, lo que significa que los núcleos de 1 H en la muestra se irradian ampliamente para desacoplarlos completamente de los núcleos de 13 C que se analizan. Este desacoplamiento total de protones elimina todo acoplamiento con átomos de H y, por lo tanto, división debido a los átomos de H en compuestos de abundancia isotópica natural. Dado que el acoplamiento entre otros carbonos en muestras de abundancia isotópica natural es insignificante, las señales en los espectros de 13 C completamente desacoplados en hidrocarburos y la mayoría de las señales de otros compuestos orgánicos son picos únicos. De esta manera, el número de conjuntos equivalentes de átomos de carbono en una estructura química se puede contar contando los picos singlete, que en los espectros de 13 C tienden a ser muy estrechos (delgados). Por lo general, se puede determinar otra información sobre los átomos de carbono a partir del desplazamiento químico, como si el átomo es parte de un grupo carbonilo o de un anillo aromático, etc. Este desacoplamiento completo de protones también puede ayudar a aumentar la intensidad de las señales de 13 C.
También puede haber un desacoplamiento fuera de resonancia de 1 H de los núcleos de 13 C en la espectroscopia de RMN de 13 C, donde una irradiación de RF más débil da como resultado lo que puede considerarse un desacoplamiento parcial. En tal espectro desacoplado fuera de resonancia, sólo 1 átomos de H unidos a un átomo de carbono dividirán su señal de 13 C. La constante de acoplamiento, que indica una pequeña diferencia de frecuencia entre los picos de la señal dividida, sería menor que en un espectro desacoplado. Observar el espectro de 13 C desacoplado por protones fuera de resonancia de un compuesto puede mostrar cuántos hidrógenos están unidos a los átomos de carbono para ayudar a dilucidar aún más la estructura química. Para la mayoría de los compuestos orgánicos, los carbonos unidos a 3 hidrógenos (metilos) aparecerían como cuartetos (señales de 4 picos), los carbonos unidos a 2 hidrógenos equivalentes aparecerían como tripletes (señales de 3 picos), los carbonos unidos a 1 hidrógeno serían dobletes (señales de 2 picos), y los carbonos que no están unidos directamente a ningún hidrógeno serían singletes (señales de 1 pico).
Otro método de desacoplamiento es el desacoplamiento de protones específico (también llamado selectivo de banda o de banda estrecha). En este caso, la banda de frecuencia 1 H "estrecha" seleccionada del impulso RF de desacoplamiento (suave) cubre solo una parte determinada de todas las señales 1 H presentes en el espectro. Esto puede tener dos propósitos: (1) disminuir la energía depositada mediante el ajuste adicional de las formas de los pulsos de RF/usando pulsos compuestos, (2) dilucidar las conectividades de los núcleos de RMN (aplicable tanto con desacoplamiento heteronuclear como homonuclear). El punto 2 se puede lograr mediante el desacoplamiento, por ejemplo, de una única señal de 1 H que luego conduce al colapso del patrón de acoplamiento J de sólo aquellas señales de 1 H heteronucleares o no desacopladas observadas que están J acopladas a la señal de 1 H irradiada. Otras partes del espectro no se ven afectadas. Este método de desacoplamiento específico es útil para asignaciones de señales, lo cual es un paso crucial para análisis posteriores, por ejemplo, con el objetivo de resolver una estructura molecular. Se pueden observar fenómenos más complejos cuando, por ejemplo, los núcleos de 1 H desacoplados se intercambian con núcleos de 1 H no desacoplados en la muestra y el proceso de intercambio tiene lugar en la escala de tiempo de RMN. Esto se aprovecha, por ejemplo, con agentes de contraste de transferencia de saturación por intercambio químico (CEST) en espectroscopia de resonancia magnética in vivo.